# Janusz de Beaurain

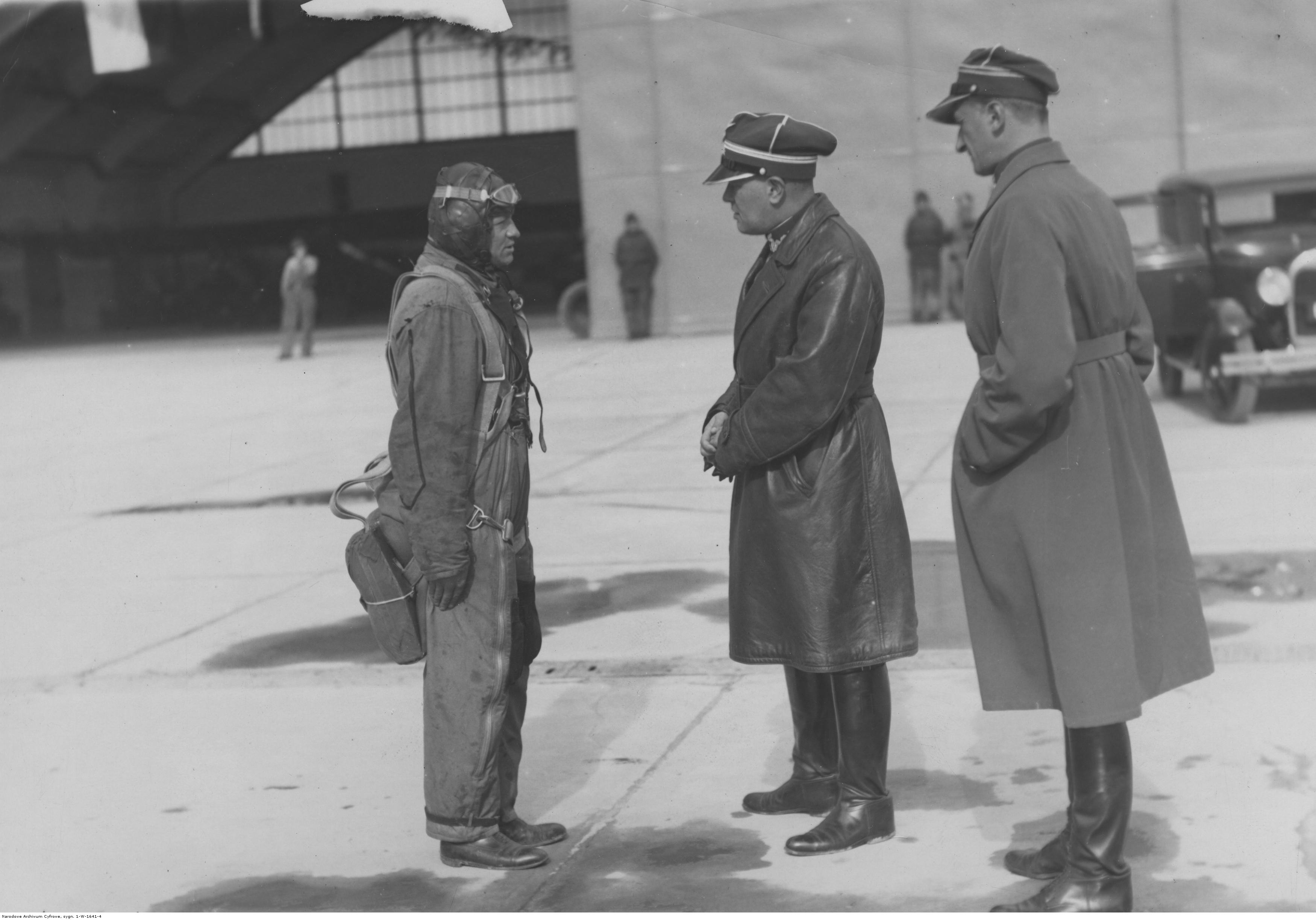
Centralne zawody lotnicze w Warszawie wrzesień 1931. Por. Apoloniusz Protassowicz składa raport płk. Januszowi de Beaurain

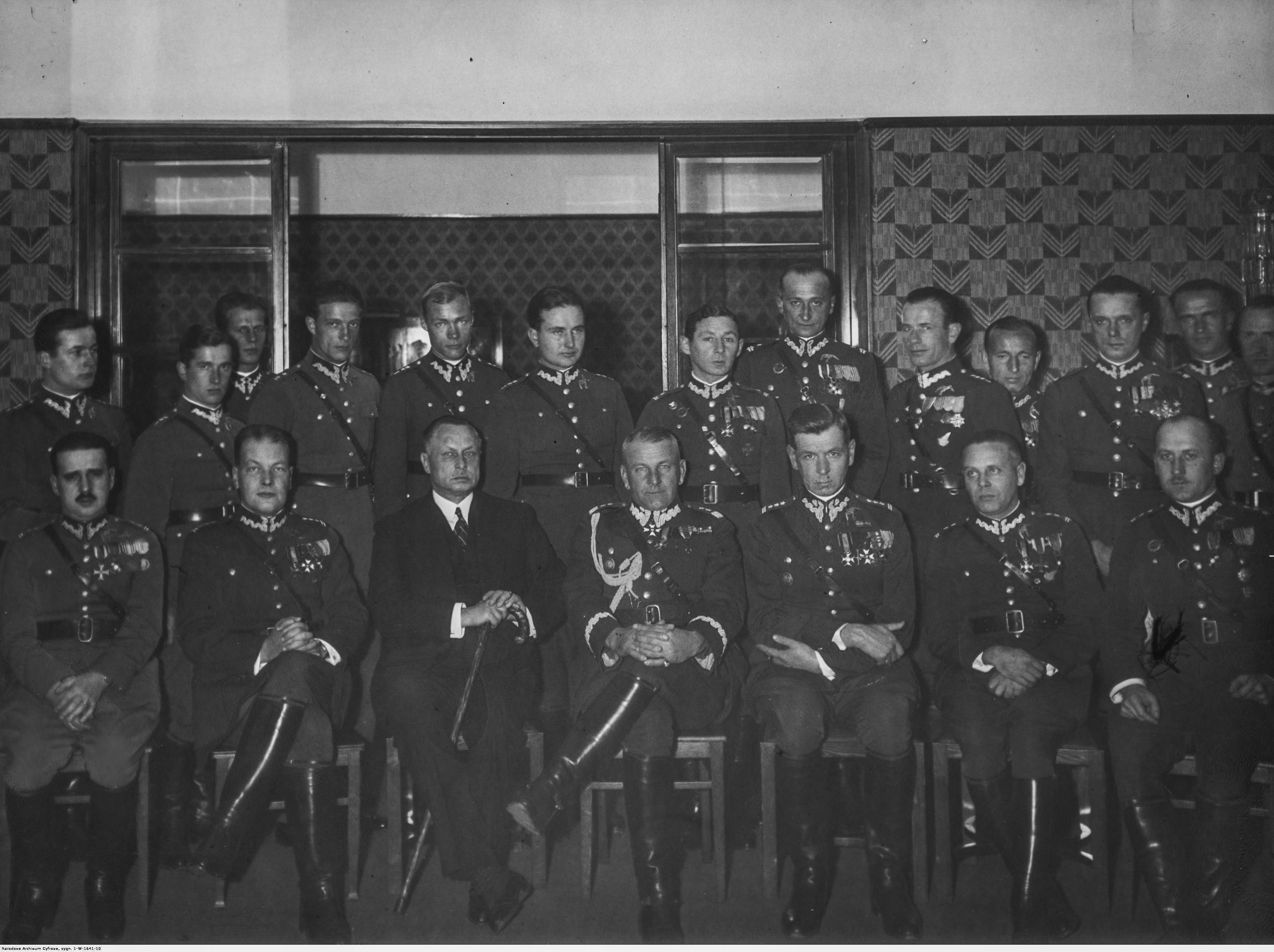
Centralne zawody lotnicze w Warszawie wrzesień 1931. Uczestnicy uroczystości wręczenia nagród; płk Janusz de Beaurain siedzi 2. z lewej

Janusz de Beaurain (ur. 25 grudnia 1893 w Warszawie, zm. 23 grudnia 1959 w Edynburgu) – generał brygady obserwator inżynier Wojska Polskiego, kawaler Orderu Virtuti Militari.

## Życiorys
Janusz de Beaurain urodził się 25 grudnia 1893 roku w Warszawie, w rodzinie Karola i Zofii z Kosmowskich. Ukończył studia na Politechnice Lwowskiej.
W okresie od sierpnia 1914 do 1916 służył w Legionach Polskich – w 1 pułku artylerii. W wyniku dążeń do utworzenia w ramach Legionów eskadry lotniczej, został odkomenderowany do austriackiej Oficerskiej Szkoły Lotniczej i po jej zakończeniu jako obserwator lotniczy został wysłany na front włoski – do 34 eskadry (Flik 34). Od maja do sierpnia 1917 r. ponownie służył w 1 pułku artylerii Legionów Polskich, a po kryzysie przysięgowym działał w Polskiej Organizacji Wojskowej.
2 listopada 1918 roku uczestniczył w przejęciu lotniska Lewandówka we Lwowie z rąk austriackich, a następnie w stopniu porucznika obserwatora walczył w obronie Lwowa podczas wojny polsko-ukraińskiej. 3 listopada objął dowództwo nad organizującym się oddziałem lotniczym, który wkrótce nazwany został II bojową eskadrą lotniczą, przemianowaną 21 grudnia 1918 roku na 6 eskadrę wywiadowczą. Wraz z pilotem Stefanem Bastyrem 5 listopada 1918 r. odbył pierwszy lot bojowy samolotu polskiego, połączony z bombardowaniem pozycji ukraińskich. 12 listopada 1918 r. podczas ataku lotniczego na Sokolniki został raniony w rękę pociskiem ekrazytowym. Łącznie podczas obrony Lwowa odbył 8 lotów.
W marcu 1919 r., po wyleczeniu z ran, powierzono mu stanowisko szefa sztabu Dowództwa Wojsk Lotniczych, a w maju tego roku stanowisko zastępcy Inspektora Wojsk Lotniczych. W latach 1919–1920 był zastępcą szefa Departamentu Żeglugi Powietrznej Ministerstwa Spraw Wojskowych. Słuchacz Wyższej Szkoły Lotniczej w Paryżu (École Supérieure d’Aéronautique) w latach 1920–1921. Po powrocie do kraju ponownie w Departamencie IV Żeglugi Powietrznej Ministerstwa Spraw Wojskowy. 31 lipca 1923 roku został przeniesiony do Centralnych Zakładów Lotniczych w Warszawie na stanowisko zastępcy kierownika zakładów. 1 marca 1925 roku został mianowany kierownikiem zakładów.
W latach 1928–1932 pracował w Instytucie Badań Technicznych Lotnictwa. W kwietniu 1929 r. mianowany został dowódcą 1 Grupy Lotniczej w Warszawie. W listopadzie 1935 roku został zastępcą dowódcy lotnictwa do spraw dowodzenia. W marcu 1939 roku wraz z generałem brygady Ludomiłem Rayskim został odwołany z zajmowanego stanowiska.
W latach dwudziestych XX wieku należał do grona bliskich znajomych Witkacego. Znane są co najmniej dwa portrety J.dB. autorstwa Stanisława Ignacego Witkiewicza, ale powstało ich prawdopodobnie znacznie więcej. W korespondencji prywatnej Witkacy nazywał J.dB. „Boren”, „Borejko”, „Borę”. O relacji J.dB. z Witkacym, a także ze sobą w pierwszej połowie lat dwudziestych wspomina także Czajka, która określała go jako „Janusz Deborin”.
Po kampanii wrześniowej internowany w Rumunii w obozie w Băile Herculane. Przedostał się do Francji. W okresie luty–czerwiec 1940 roku odbył staż w lotnictwie francuskim. Ewakuował się do Wielkiej Brytanii. 27 września 1940 roku razem z generałem Rayskim został przydzielony do Stacji Zbornej Oficerów Rothesay na wyspie Bute w Szkocji. W styczniu 1942 roku został przeniesiony w stan nieczynny. 30 grudnia 1943 roku został powołany do czynnej służby, a 1 stycznia 1944 roku oddany do dyspozycji szefa Sztabu Naczelnego Wodza. Od 26 kwietnia 1947 roku do 25 kwietnia 1949 roku pełnił służbę w Polskim Korpusie Przysposobienia i Rozmieszczenia.
Po wojnie osiedlił się w Szkocji. Zmarł 23 grudnia 1959 roku w Edynburgu. Spoczywa na tamtejszym Cmentarzu Corstorphine Hill.

## Awanse
- chorąży – 15 grudnia 1915
- podporucznik – 1 maja 1916
- porucznik – 1917
- kapitan – marzec 1919
- podpułkownik – 3 maja 1922 zweryfikowany ze starszeństwem z dniem 1 czerwca 1919
- pułkownik – 31 marca 1924 ze starszeństwem z dniem 1 lipca 1923 i 3 lokatą w korpusie oficerów aeronautycznych
- generał brygady – 19 marca 1937

## Ordery i odznaczenia
- Krzyż Srebrny Orderu Wojskowego Virtuti Militari nr 2858 (10 sierpnia 1922)[14][15]
- Krzyż Niepodległości (6 czerwca 1931)[16]
- Krzyż Oficerski Orderu Odrodzenia Polski (2 maja 1922)[17][18]
- Krzyż Walecznych (czterokrotnie)[19]
- Złoty Krzyż Zasługi (10 listopada 1928)[20]
- Medal Pamiątkowy za Wojnę 1918–1921[19]
- Medal Dziesięciolecia Odzyskanej Niepodległości[19]
- Polowa Odznaka Obserwatora nr 1 (11 listopada 1928)[21]
- Złota Odznaka Honorowa Ligi Obrony Powietrznej i Przeciwgazowej I stopnia[22]
- Komandor Orderu Lwa Białego (Czechosłowacja, 1928)[23]
- Krzyż Komandorski Orderu Świętego Aleksandra (Bułgaria, 1936)[24]
- włoska Odznaka Obserwatora[25]